# Grundbesitzwert
Mit Grundbesitzwert bezeichnet man im Steuerrecht die Wertermittlung von Grundbesitz für steuerliche Zwecke, wie es unter anderem auch in § 157 Abs. 1 Bewertungsgesetz (BewG) zum Ausdruck kommt.

## Allgemeines
Mit dem Jahressteuergesetz 1997 wurde der Vierte Abschnitt mit den Vorschriften für die Bewertung von Grundbesitz für die Erbschaftsteuer ab 1. Januar 1996 und für die Grunderwerbsteuer ab 1. Januar 1997 mit den §§ 138 bis 150 BewG in das Bewertungsgesetz eingefügt. Mit diesen Vorschriften wurde die auch für diese Fälle bis dahin geltende Einheitswertfeststellung durch die Feststellung eines Grundbesitzwerts (auch Bedarfswert genannt) abgelöst. Die Bezeichnung „Bedarfswert“ beruht auf dem damals § 138 Abs. 5 BewG, nach dem die Grundbesitzwerte nur dann gesondert festzustellen waren, wenn sie für die Erbschaftsteuer oder Grunderwerbsteuer erforderlich waren.
Nach dem zum Erbschaftsteuergesetz (ErbStG) ergangenen Beschluss des 1. Senats des Bundesverfassungsgerichts (BVerfG) vom 7. November 2006 war das seit dem 1. Januar 1996 geltende Bewertungsrecht ebenfalls verfassungswidrig. Nach Auffassung des BVerfG muss die Bewertung des anfallenden Vermögens bei der Ermittlung der erbschaftsteuerlichen Bemessungsgrundlage einheitlich am gemeinen Wert als dem maßgeblichen Bewertungsziel ausgerichtet sein. Die Bewertungsmethoden müssen gewährleisten, dass alle Vermögensgegenstände in einem Annäherungswert an den gemeinen Wert erfasst werden.
Mit dem Gesetz zur Reform des Erbschaftsteuer- und Bewertungsrechts (ErbStRG) vom 24. Dezember 2008 wurden mit dem Sechsten Abschnitt  „Vorschriften für die Bewertung von Grundbesitz, von nicht notierten Anteilen an Kapitalgesellschaften und von Betriebsvermögen für die Erbschaftsteuer ab 1. Januar 2009“ mit den §§ 157 bis 203 BewG eingefügt.